# Сакц'і
Сакц'і (або Сакц'і') — маянська держава на території сучасного штату Чіапас (Мексика), що утворилася в середині або наприкінці V століття. Тривалий час боролася за владу в регіоні. Під час загальної кризи у IX ст. припинило існування. Назва перекладається як «Білий собака».

## Заснування
Тривалий час було невідомо де саме точно розташовувалася столиця цього царства. Лише у 2020 році виявлено її в штаті Чіапас. Отримала назву Лаканджа Цельталь. Знано, що сама держава знаходилася в Лакадонській області, де значні джунглі. Існують різні теорії щодо городищ — столиць царства Сакц'і, втім вони ще не отримали достеменного підтвердження. Появи міста-держави Сакц'і відносить до середини або кінця V ст., виходячи з відомостей, що в середині VI ст. — це було багата і самостійна держава. Другою половиною VI ст. датована найраніша згадка про царство Сакц'і. На монументі невідомого походження (так звана «Каракаська панель»), встановленому в другій половині VIII ст., повідомляється про отримання великої данини володарем Сакц'і в день 9.6.9.16.12, 6 Еб 5 Муваан (1 січня 564 року).
Разом з тим до 620-х років немає відомостей про діяльність його правителів. У першій чверті VII ст. Сакц'і вступила в союз з Баакульським царством проти Йокіб-К'інського царства. Але у 628 році цей союз зазнав поразки, й ахав (цар) К'аб-Чан-Те потрапив у полон. Останній вимушений був визнати владу Йокіб-Кіна.

## Боротьба за гегемонію
Втім до 680-х років за правління К'аб-Чан-Те царство отримує самостійність, а згодом встановлює зверхність над Йокіб-Кіном. Водночас висловлює амбіції на розширення влади. В цьому воно стикнулося з царством Попо'. У 693 році союзник останнього — царство Пе'туун — атакувало Сакц'і, спаливши декілька його поселень. Але вже через декілька днів Сакц'і перемогло військо Пе'тууна, а потім армію царства Ак'є.
У 706 році володарі Сакц'і прийняли додатковий титул «Священний Володар Ак'є», проте цей титул був номінальним, оскільки Ак'є залишилося під впливом держави Попо'. Наприкінці 710-х років Сакц'і зуміло посунути свого супротивника й у 717 році встановити зверхність над царством Шукальнаах, а у 720-х роках над державою Ак'є.
В часи володарювання ахава Ах-Сак-Мааша напочатку 760-х розширило владу на область Яшнііль, що тривалий час було частиною царства Йокіб-Кін. У 760-х роках відбулися війни з Па'чанським царством, в результаті яких Сакц'і зазнало поразки, а її цар (за іншим варіантом родич царя) Чан-Эк’ потрапив у полон. Незважаючи на цю невдачу Сакц'і зуміло зберегти контроль над більшістю васалів. Боротьба з Па'чаном не припинилося, головним об'єктом протистояння стало царство Шукальнаах.

## Занепад
У 785 році розпочалася нова війна проти Па'чана та союзного йому Шукальнааха. Того ж року війська Сакц'і зазнали невдачі, а 787 року військо ахава Йєхте’-К'ініча було двічі переможено супротивниками. Після цього на межі VIII—IX ст. відбулася війна з царством Попо', в якій останнє завдало поразки ахаву Ек’-Хішу.
Незважаючи на серію військових поразок, Сакц'і й далі існувало. З цим царством пов'язаний один з найпізніших ієрогліфічних написів класичного періоду. Він зберігся на монументі невідомого походження, що знаходиться нині в приватній колекції в Лозанні, Швейцарія (відомий як «Лозаннська стела» або «Стела Ренделла»). Її головний герой — Бахлуй-Чі'іль-Уй-К'ук'-Маашей, сахаль володаря Сакц'і К'аб-Чан-Те. Йдеться про смерть сахаля та призначенням новим сахалем 864 року його сина Ах-Яша. Той факт, що стела належить не до царської, а сахальскої традиції, розглядається як ознака ослаблення центральної влади. Час зникнення царства Сакц'і невідомі, вважається наприкінці IX ст.